# Steven Pruitt
Steven Pruitt (San Antonio, 17 de abril de 1984) é um editor e wikipedista americano que fez mais edições na Wikipédia inglesa do que qualquer outro editor. Com mais de cinco milhões de edições e mais de 35 mil artigos criados, foi nomeado, em 2017, um dos "25 Influenciadores mais Importantes na Internet" pela revista Time. Pruitt edita sob o nome de usuário Ser Amantio di Nicolao. Ele ajudou a diminuir o viés sistêmico na Wikipédia e promover a inclusão feminina, por intermédio do projeto Women in Red.

## Contribuições na Wikipédia
Pruitt criou sua conta em 2006, no momento em que era sênior no College of William & Mary. Seu primeiro artigo editado na Wikipedia foi sobre Pedro Francisco, um herói da Guerra Revolucionária nascido em Portugal, conhecido como o "Gigante Virgínia", que também era o tataravô de Pruitt do lado paterno. Em fevereiro de 2019, o editor fez mais de três milhões de edições na enciclopédia, mais do que qualquer outro editor na Wikipédia em inglês; ele havia superado o colaborador Justin Knapp em números de edições em 2015. Dentre suas edições, destacam-se a criação de artigos sobre mais de 600 mulheres, para combater o viés de gênero no site.